# Симферопольская татарская учительская школа
Симферопольская татарская учительская школа (СТУШ) (с 1917 года — Симферопольская татарская учительская семинария (крымскотат. Акъмесджит дарульмуаллимини)) — учебное заведение для подготовки преподавательских кадров для начальных крымскотатарских школ.

## История
Школа была открыта в 1872 году в восточной части Старого города в Симферополе и представляет собой длинное угловое здание, частично двухэтажное (ныне по ул. Володарского), с просторным двором и многочисленными постройками. Школа принадлежала к ведомству Министерства народного просвещения и подчинялась Одесскому учебному округу.
Срок обучения в школе был 6 лет, имелись также подготовительные курсы. Ежегодно набор составлял 40 учащихся.
Преподование велось на русском языке. Также программа обеспечивала изучение таких предметов как чистописание, арифметика с кратким курсом геометрии, естествоведение (позже было переименовано в «естествознание и география»), история, мусульманснское вероучение, крымскотатарский язык, рисование, музыка, гигиена, переплетное и сапожное ремесло. Кроме того, преподавалась гимнастика.
Почетными попечителями Симферопольской татарской учительской школы были крымскотатарские дворяне (мурзы): губернский секретарь Мемет Карашайский, депутат Госдумы, меценат, полковник И. Муфти-заде (с 1891 по 1903 год), надворный советник и меценат Саид-бей Булгаков, корнет запаса Селямет мурза Кипчакский, статский советник Умер мурза Караманов. Особо выделяются Исмаил Муфти-заде и Саидбей Булгаков. Благодаря усилиям И. Муфти-заде в курс обучения были введены крымскотатарский и арабский языки, а также усилено преподавание мусульманского вероучения. На свои средства он приобрел землю для расширения школьного двора и разрешил пользоваться ею безвозмездно с правом постепенного выкупа. Благодаря его усилиям из различных источников были собраны 15 000 рублей, на которые школа смогла выстроить двухэтажное здание.
В 1917 году, после Февральской революции, Симферопольская татарская учительская школа переходит в ведение Временного крымско-мусульманского исполнительного комитета. Инспектором школы назначается Абдуреим Челеби Муфти-заде, который делает попытку реформировать учебное заведение. В частности его статуса — Симферопольскую татарскую учительскую семинарию. Однако, несмотря на усилия реформирования учебного заведения, после Гражданской войны, она прекращает свою работу.

### Женское педучилище (Дарульмуаллимат) им. И. Гаспринского
В 1921 г., с утверждением в Крыму Советской власти, бывшее здание Симферопольской татарской учительской школы обратило на себя внимание членов Крымского правительства. На одном из заседаний Наркомпроса Крымской АССР ученый Б. Чобан-заде высказался о необходимости проведения ремонтных работ на территории бывшей учительской школы. И в этом же году в здание переехало крымскотатарское педучилище для девушек (Дарульмуаллимат) им. И. Гаспринского. Ранее данное учебное заведение располагалось на ул. Кладбищенской, д.66. На момент переезда в новое здание, количество учащихся в училище достигло 200 человек. Педучилище просуществовало в новом здании бывшей Симферопольской татарской учительской школы до 1923 г. Учебное заведение было расформировано, а его ученицы были переведены в основном в Тотайкойский педагогический техникум.

### Татарский фельдшерско-акушерский техникум
Татарский фельдшерско-акушерский техникум (позже Татарский областной медицинский политехникум) был открыт в 1922 г. в здании бывшей Симферопольской татарской учительской школы, где одновременно функционировало Женское педучилище (Дарульмуаллимат) им. И. Гаспринского. Соседство продолжалось в течение трёх лет, поскольку в 1925 г. техникум был переведён в здание бывшего Дома губернатора по адресу ул. Ленина, д. 15. Татарский фельдшерско-акушерский техникум за всю историю неоднократно менял место своего расположения, а также статус и название.

### Девятилетняя образцово-показательная крымскотатарская школа (№ 13)
В 1923 г. после закрытия Женского педучилища (Дарульмуаллимата) им. И. Гаспринского в бывшем здании Симферопольской татарской учительской школы была открыта Девятилетняя образцово-показательная крымскотатарская школа, со временем получившая номер «13». Данное заведение функционировала в бывшем здании учительской школы, уже по адресу ул. Школьная, д. 4, до 1936 г., после чего переехало в новое помещение — в специально выстроенное школьное здание по ул. Караимской, д. 23а.

### Современность
В настоящее время в здании Симферопольской татарской учительской школы располагается Специальная (коррекционная) общеобразовательная школа для детей с ограниченными возможностями здоровья «Злагода» и имеет номер «32».

## Педагоги

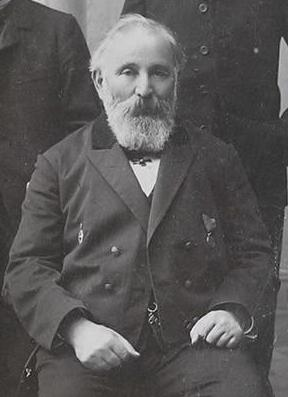
Один из инспекторов школы И. И. Казас.

Педагогический коллектив СТУШ в основном состоял из образованных и профессионально подготовленных преподавателей, которые долгие годы своей деятельности посвятили обучению и воспитанию будущих татарских учителей. Так, согласно отчету школы за 1894-95 учебный год, учителями русского языка были статский советник Г. Ф. Додохов, получивший образование в Дерптском университете и статский советник А. А. Черногубов, окончивший курс в специальных классах Лазаревского института восточных языков. Преподавателем истории и географии был статский советник В. Г. Андреев, он окончил Новороссийский университет со степенью кандидата естественных наук и в СТУШ работал 26 лет. Математику преподавал Я. С. Майкопар, он окончил Московскую гимназию и имел звание учителя уездного училища, в СТУШ проработал 28 лет. Преподаватель мусульманского вероучения Мемет-эфенди Наибов окончил курс в Бахчисарайском Ханском медресе. Учитель чистописания Я. И. Емельяненко имел звание учителя уездного училища. А. А. Ястребков, учитель рисования, окончил Московское Строгановское училище технического рисования. В приготовительном классе были два надзирателя титулярный советник Р. Г. Хасабов, окончивший курс в специальных классах Лазаревского института восточных языков, и В. С. Зубковский, имевший звание народного учителя. Гимнастику преподавал Г. В. Москопуло, он окончил курс в Одесском пехотном юнкерском училище. В школе были учителя сапожного и столярного ремесла.
Инспекторами (директорами) школы в разное время были: З. И. Тахтаров, А. Б. Багатурьянц, И. И. Казас, М. И. Дубровный, Х. А. Монастырлы, В. И. Филоненко, А. Ч. Муфти-заде, С. И. Благовещенский. Несмотря на то, что инспекторы были разных национальностей, они все владели крымскотатарским языком, были знакомы с крымскотатарской культурой и пользовались уважением у местного населения.

## Известные выпускники
Али́ Бодани́нский — крымскотатарский журналист, просветитель, национальный деятель, член и секретарь Курултая в декабре 1917 года, в 1919 управляющий делами СНК Крымской ССР.
Усеин Боданинский — крымскотатарский историк, художник, искусствовед, этнограф, первый директор Бахчисарайского дворца-музея.
Ибрагим Ибрагимов  — учитель, народный комиссар просвещения Крымской АССР, заместитель торгового представителя СССР в Турции, перебежчик, эмигрант.
Решид Медиев — крымскотатарский общественный деятель, депутат Государственной думы II созыва от Таврической губернии.
Сеит-Джелиль Хаттатов — крымскотатарский педагог, политик и просветитель; после революции 1905—1907 годов примыкает к движению младотатар, участвует в общественно-политической жизни Крыма. В 1917 году принимает активное участие в организации Временного Крымского Мусульманского Исполнительного Комитета (ВКМИК), был репрессирован по так называемому делу о «националистической партии „Милли-фирка“» и дважды отбывал наказание в системе ГУЛаг.
Исмаил Фирдевс — учитель, большевик, занимал ведущие посты в Крыму после Октябрьской революции. Один из главных борцов за установление советской власти в Крыму. Был репрессирован и расстрелян в 1937 году.
Усеин Балич — учитель, народный комиссар просвещения Крымской АССР.
Ягья Наджи Байбуртлы — крымскотатарский писатель, лингвист, педагог. Автор учебника крымскотатарского языка. Репрессирован в 1937 году. Посмертно реабилитирован в 1957 году.